# Alaptus fructuosus
Alaptus fructuosus is een vliesvleugelig insect uit de familie Mymaridae. De wetenschappelijke naam is voor het eerst geldig gepubliceerd in 1909 door Meunier.